# Хижовка
Хи́жовка (укр. Хижівка) — село на Украине, основано в 1669 году, находится в Дубровской ОТГ, Барановского района Житомирской области.
Код КОАТУУ — 1820686501. Население по переписи 2016 года составляет 383 человек. Почтовый индекс — 12712. Телефонный код — 4144. Занимает площадь 1,6 км².

## Административное расположение
Хижовка находится в Дубровской сельской общине, Новоград-Волынского района, Житомирской области. Центр старостинского округа.

## Образование
Функционирует Хижовская ООШ I-II ступеней и детский сад.

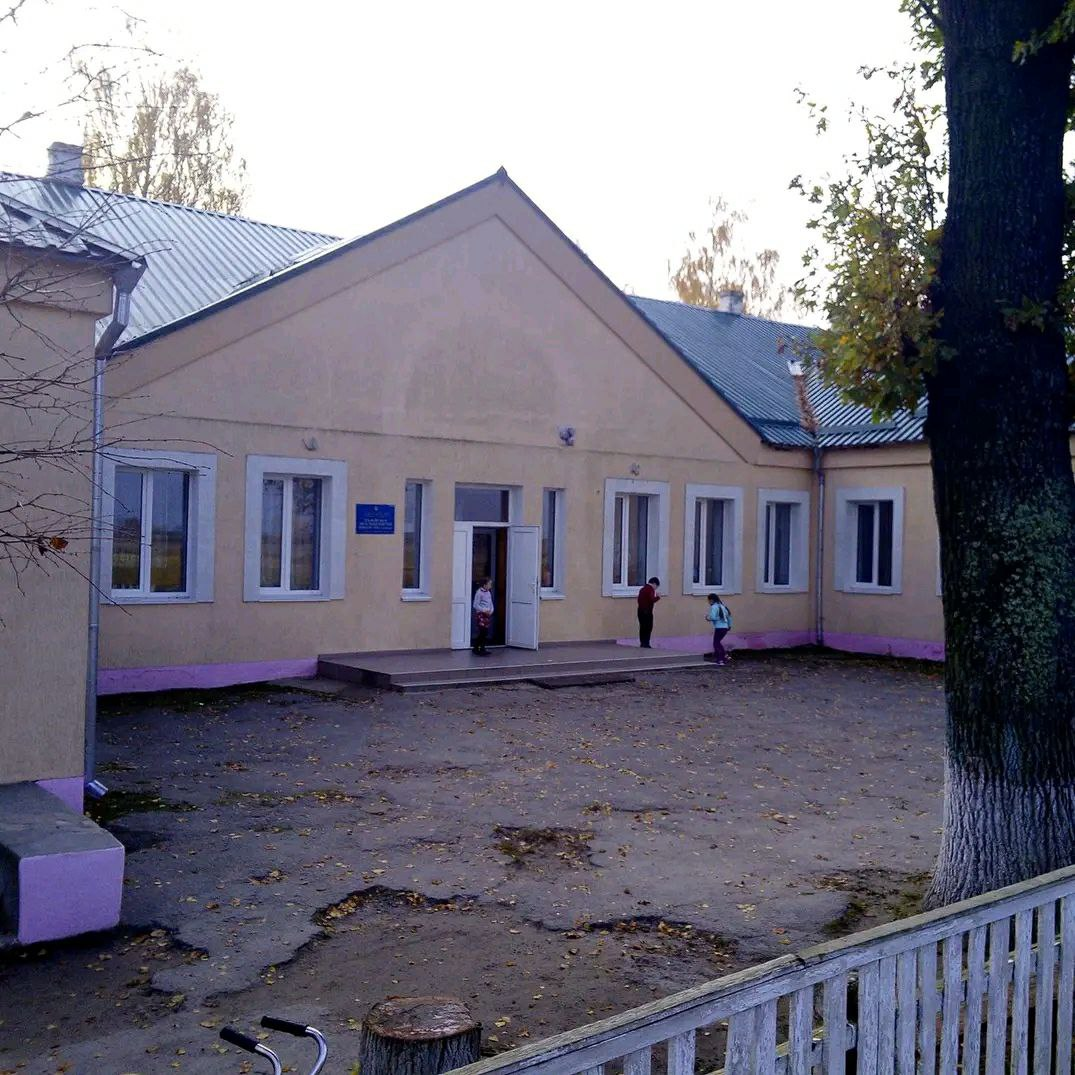

## История

### Давние года
В северных окрестностях села найдено поселение бронзового века, датируемое 3 веком до н.э.

### XVII-XIX століття
За подымным реестром Волынского воеводства в 1629 г. в деревне было 14 дымов.
В 1906 году село Желобенской волости Новоград-Волынского уезда Волынской губернии. Расстояние от уездного города 22 версты, от волости 19. Дворов 65, жителей 427.
Фамилии жителей села в 1913 г. (Исповедальные сведения, ДАЖО 1-73-503), военные и крестьяне: Бойко, Василюк, Васильчук, Ведрук, Вознюк, Гаврилюк, Гайдук, Голюк, Дмитрук, Заяц, Зилинский, Иванов, Иванченко, Иванюк , Ковальчук, Ковтонюк, Коломейчук, Коханюк, Кравчук, Кундельский, Лукашук, Максимович, Мартынюк, Марценюк, Мельничук, Мисюра, Никольчук, Ничипорук, Огейчук, Олексюк, Петрук, Пилипчук, Радомский, Рымарчук, Савчук, Семенюк, Сорочи , Феодорчук, Шевчук, Шинкарук, Щербак, Яремчук, Ящук.
Всего в то время в деревне было 594 жителя православного вероисповедания (302 мужского пола и 292 женского).

### ХХ століття
ХИЖЕВКА — село, центр сельского Совета, расположенный на реке Цареми, притоки Случи, в 41 км от райцентра, в 18 км от железнодорожной станции Радулин. Дворов – 186, население – 748 человек. Сельсовету подчинено с. Столбы.
В Хижевке расположен центральный дом колхоза им. Котовского, имеющего в пользовании
1,9 тыс. га сельскохозяйственных угодий, в том числе 1,5 тыс. га пахотной земли. Колхоз выращивает зерновые культуры, лен и картофель. Животноводство мясомолочного направления.
Работают средняя школа, где 22 учителя обучают 413 учеников, клуб на 150 мест, две библиотеки с фондом 7,4 тыс. книг, медпункт, роддом, почтовое отделение.
За успехи в труде 48 тружеников награждены орденами и медалями СССР.
Сельская парторганизация объединяет 29 коммунистов, три комсомольских — 153 члена ВЛКСМ.
Хищовка основана в конце XVII в. В 1905 году произошло крестьянское беспорядок, за участие в котором 17 человек брошены в тюрьму.
В январе 1918 г. установлена Советская власть. 105 жителей села сражались на фронтах Второй мировой войны.
За героизм, обнаруженный в боях с немецко-фашистскими захватчиками, 65 человек награждены орденами и медалями. В честь 51 односельчанина, погибшего на полях войны, установлен памятник. Во время освобождения села погибли 10 воинов.

### Независимость
С 1991 года по 2015 – село в Барановском районе Житомирской области, сейчас – село в Дубровской ОТГ Новоград-Волынского района.

## Улицы
ул. Мира
ул. 1 мая
ул. Острожского
ул. Вишневая
ул. Шевченко
ул. Гагарина
ул. Зеленая
пров. Гагарина

## Водоемы
Церем — река в Украине, в пределах Новоград-Волынского районов Житомирской области, левый приток Случи (бассейн Припяти).
Длина 58 км, площадь водосборного бассейна 611 км. Наклон реки 0,8 м/км. Речная долина равнинная. Пойма широкая, заболоченная. Русло слабоизвилистое. Используется для хозяйственных нужд.
Берет начало севернее села Глинянка. Течет сначала на северо-восток, затем на север, затем на северо-запад. Впадает в Случь к западу от села Курчицы.
Наибольшие притоки: Церемский, Желобянка, Вторая (левые); Ястребенька, Борисовка, Троховка, Вербовка, Крапивня, Луковец, Зелюня (правые).